# حداية البحر
حداية البحر (الاسم العلمي Mobula kuhlii)، سمكة بحرية من فصيلة الشفنينيات الشيطانية ويتبع جنس الشفنين الشيطاني. أعطانها المحيط الهندي ووسط غرب المحيط الهادي، في مياه الخليج العربي وولاية البحر الأحمر، وتوجد أيضًا في جنوب أفريقيا وموزامبيق وتنزانيا وسيشيل وفي الفلبين وإندونيسيا، وفي الساحل الشمالي لأستراليا.